# Château-l'Évêque
Château-l'Évêque is een gemeente in het Franse departement Dordogne (regio Nouvelle-Aquitaine). De plaats maakt deel uit van het arrondissement Périgueux. Château-l'Évêque telde op 1 januari 2022 2.162 inwoners.

## Geografie
De oppervlakte van Château-l'Évêque bedraagt 35,68 km², de bevolkingsdichtheid is 60 inwoners per km² (per 1 januari 2019).
De onderstaande kaart toont de ligging van Château-l'Évêque met de belangrijkste infrastructuur en aangrenzende gemeenten.

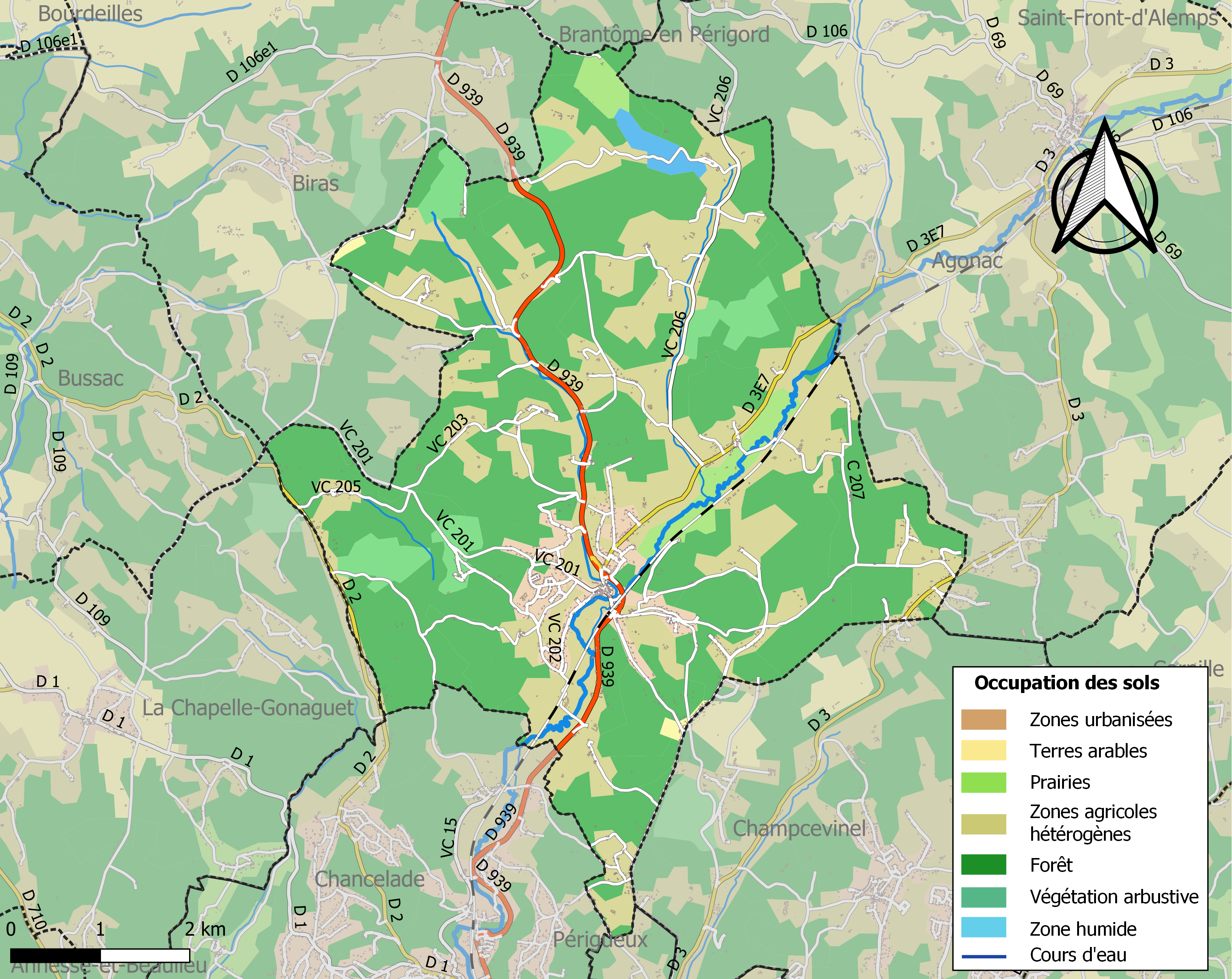

## Verkeer
In de gemeente ligt de spoorweghalte Château-l'Évêque.

## Demografie
Onderstaande figuur toont het verloop van het inwonertal (bron: INSEE-tellingen).